# EXIT TUNES PRESENTS Vocalotwinkle feat.鏡音リン、鏡音レン
『EXIT TUNES PRESENTS Vocalotwinkle feat.鏡音リン、鏡音レン』（エグジット・チューンズ・プレゼンツ ボカロトゥインクル フィーチャリング・かがみねリン、かがみねレン）は、2013年3月20日に発売された、音声合成ソフトVOCALOIDの鏡音リン・レンをボーカルに用いた楽曲のコンピレーション・アルバムである。発売元はEXIT TUNES、販売元はポニーキャニオン。
ジャケットイラストは119(ひけし)が担当した。

## 収録曲
1. Fire◎Flower
  - halyosy feat.鏡音レン
2. モノクロ鏡と色眼鏡
  - 150P feat.鏡音リン
3. えれくとりっく・えんじぇぅ
  - ギガばなな×ヤスオ feat.鏡音リン、鏡音レン
  - 元々は初音ミクが歌唱している曲を、ギガばななとのコラボレーションによってアレンジ。
4. ヤサグ恋歌
  - れれれP feat.鏡音レン
  - 「恋歌」シリーズの一つ。
5. よっこらせっくす
  - アゴアニキ feat.鏡音リン
6. さあ、どっち？
  - ひなた春花 feat.鏡音レン、鏡音リン
7. かなしみのなみにおぼれる
  - Neru feat.鏡音レン
8. 繰り返し一粒
  - 猫虫 feat.鏡音リン
9. 夢喰い白黒バク
  - Nem feat.鏡音レン
10. 右肩の蝶
  - のりぴー feat.鏡音リン
  - 前作がレンVer.が収録されていたが、今作はリンVer.を収録。
11. しんでしまうとはなさけない！
  - じーざす(ワンダフル☆オポチュニティ！) feat.鏡音リン、鏡音レン
12. 誰でもいいから付き合いたい
  - 卓球少年 feat.鏡音レン
13. ミュージック∞ファクトリー 
  - cosMo＠暴走P feat.鏡音リン
14. ボーナスステージ
  - オワタP feat.鏡音リン、鏡音レン
15. lllトゥルティンアンテナlll
  - レタスP feat.鏡音レン
16. 伝説の魔女
  - トラボルタ feat.鏡音リン
17. 送墓唄
  - mayuko feat.鏡音リン、鏡音レン
18. soundless voice
  - ひとしずく×やま△ feat.鏡音レン
19. 箱庭の印象
  - カラスヤサボウ feat.鏡音リン
20. Yellow Star Beats
  - GYARI(ココアシガレットP) feat.鏡音リン、鏡音レン